# Lamium purpureum
Lamium purpureum, és una planta herbàcia nativa d'Europa i Àsia.
Fa 5–20 cm d'alt
(rarament 30 cm). Les seves fulles tenen pèls fins i són verdes per la part de baix i porpres per la part de dalt; fan 2–4 cm de llargada amb un pecíol d'1–2 cm i marges serrats. Les seves flors són de simetria zigomòrfica de color vermell-porpra brillant. Produeixen nèctar fins i tot a l'hivern. Sovint es troba junt amb Lamium amplexicaule, amb el qual fàcilment es confon. Malgrat semblar una ortiga no hi està estretament emparentada ni pica.
Les plantes joves són comestibles.
El seu oli essencial està caracteritzat per contenir grans quantitats de germacrene D.
Aquesta planta conté glucòsids feniletanoide.

## Il·lustracions

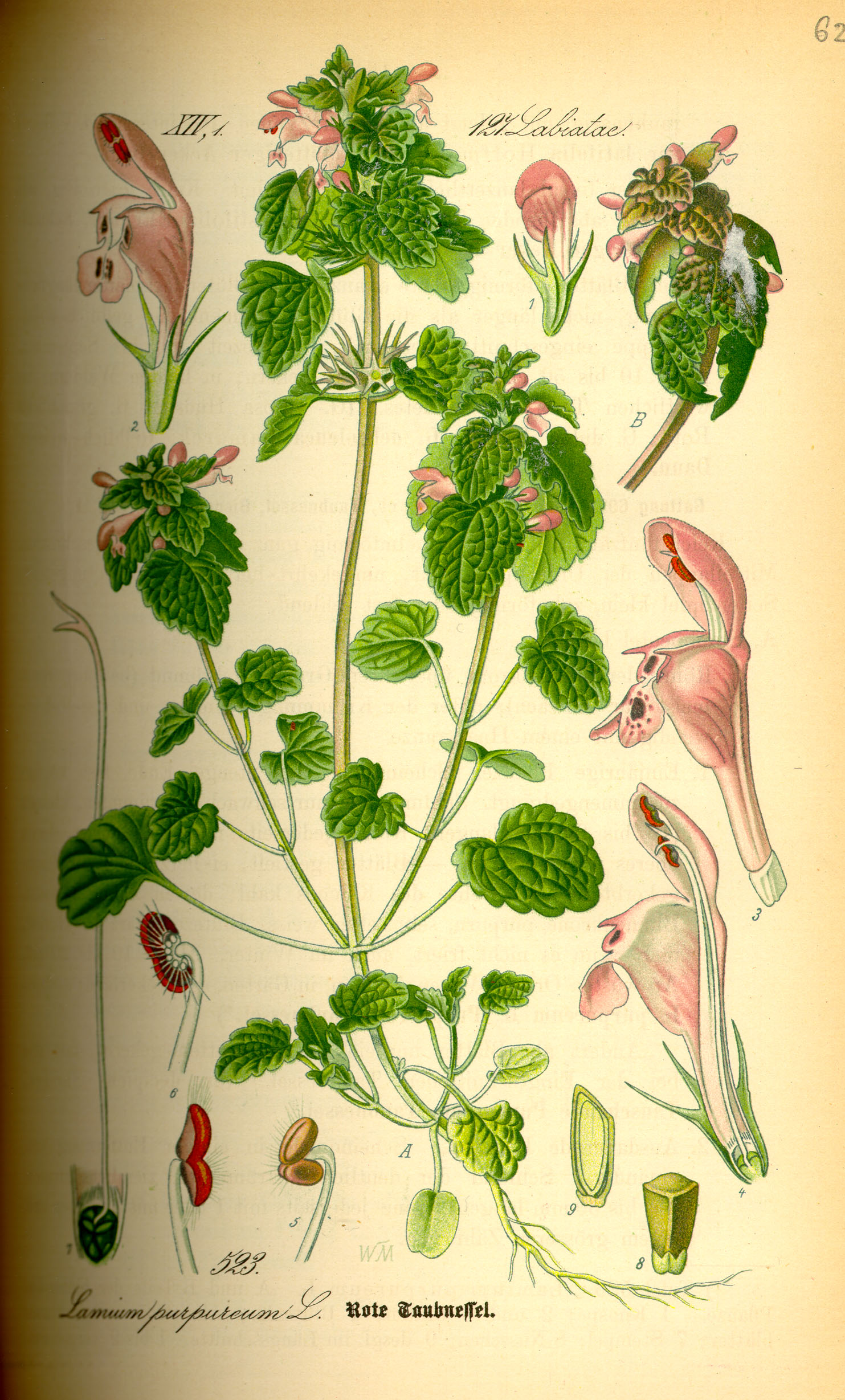
Lamium purpureum, Flora von Deutschland, Österreich und der Schweiz 1885
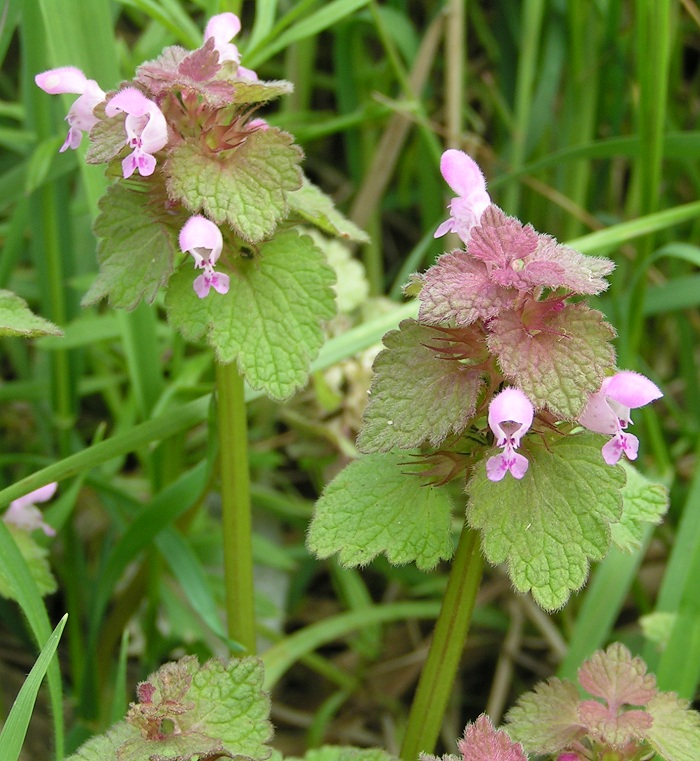
L. purpureum Essex, England, United Kingdom
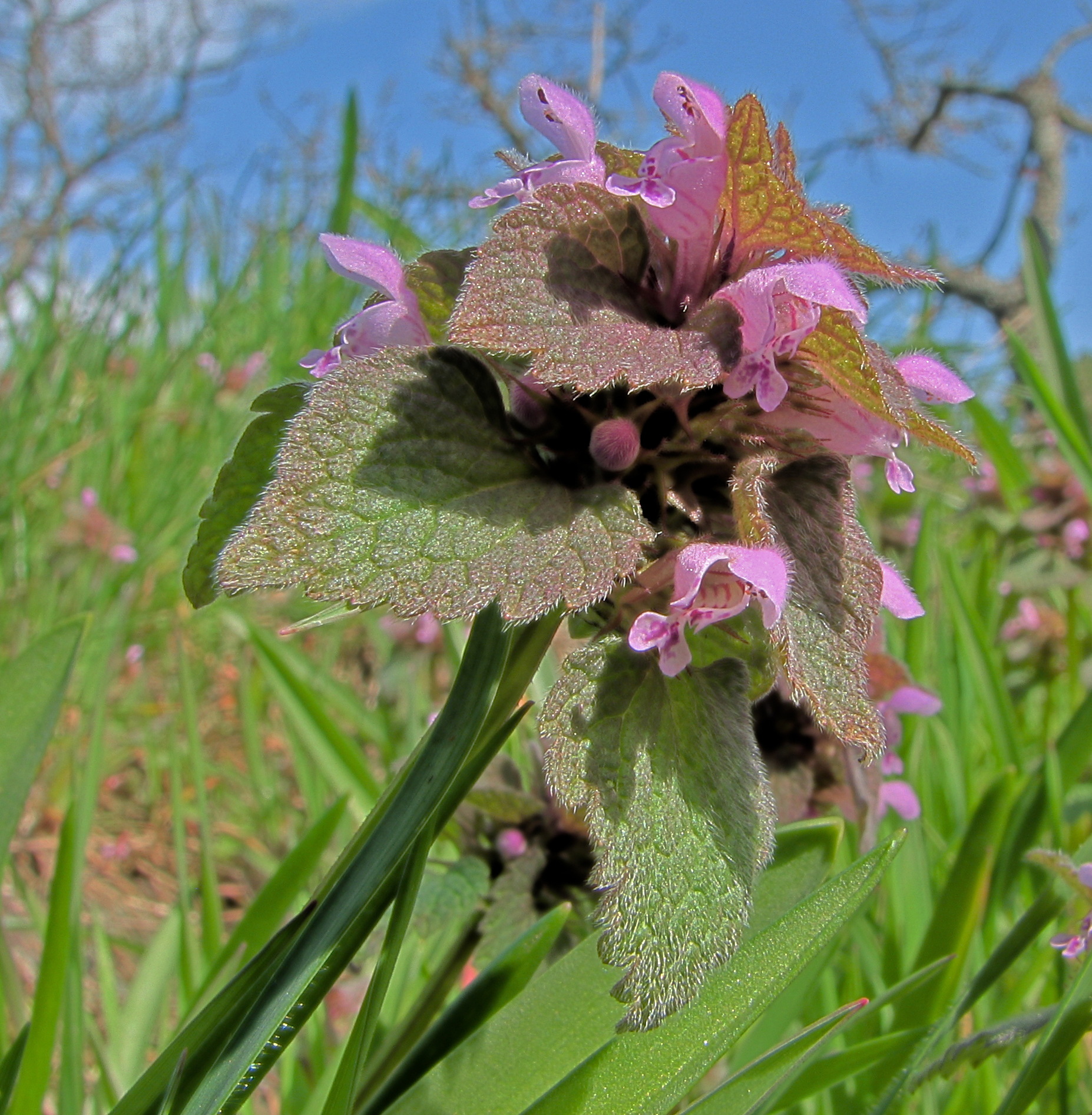
L. purpureum Vancouver Island, British Columbia, Canadà
Fulla